# Eduardo Diatahy Bezerra de Menezes
Eduardo Diatahy Bezerra de Menezes (Fortaleza, 1935) est un sociologue brésilien, professeur émérite des deux universités (UFC et UECE) du Ceará.
Après de premières études de philologie romane dans sa ville natale, E. Bezerra de Menezes compléta sa formation en France (notamment chez Jean Piaget à la Sorbonne, et s’orientant désormais vers les sciences sociales et de l’éducation), puis à l'université de São Paulo. Il repartit à nouveau quelques années plus tard pour se spécialiser, en France encore, dans le domaine de l’anthropologie historique, sous l’égide de Jacques Le Goff et de Jean Delumeau. Revenu dans sa région, il y enseigna dans les deux établissements universitaires du Ceará, et rédigea un grand nombre d’ouvrages et d’articles dans des revues spécialisées tant au Brésil qu’à l’étranger.

## Biographie
Après avoir suivi de 1956 à 1960 des études de philologie romane (« lettres néolatines ») à l’université fédérale du Ceará (UFC), dans sa ville natale, il se rendit en France se spécialiser d’une part en langue et littérature françaises, et d’autre part, sous la direction de Jean Piaget, en épistémologie génétique, tous deux en 1959-1960 à la Sorbonne. Il étudia ensuite les sciences de l’éducation à l’université de São Paulo (1962), obtenant plus tard une licence en pédagogie à l’UFC (1961-1965). De 1974 à 1976, il prépara et soutint une thèse de doctorat en sociologie de la connaissance à l’université François-Rabelais de Tours, en France, suivie d’un post-doctorat en anthropologie historique, sous la direction de Jacques Le Goff, à l’École des hautes études en sciences sociales, puis, plus d’une décennie plus tard, d’un post-doctorat sous la direction de Jean Delumeau au Collège de France de 1989 à 1990.
E. Bezerra de Menezes enseigna à l’UFC et à l’université de l’État du Ceará (Universidade Estadual do Ceará, UECE). Auteur d’une ample production bibliographique, scientifique et autre, il remporta en 2000 le prix Osmundo-Pontes, dans la catégorie Essai, décerné par l’Academia Cearense de Letras, et fut lauréat du premier prix de l’Alliance française du Brésil, de la Médaille du mérite du CNPq, et de la Médaille du mérite scientifique de l’UECE, etc.
Il est membre effectif de nombreuses associations scientifiques et littéraires — parmi lesquelles : l’Academia Cearense de Letras, l’Academia Cearense de Ciências, l’Institut historique, géographique et anthropologique du Ceará (ou plus simplement Institut du Ceará), l’Association Internationale des Sociologues de Langue Française (AISLF), l’Association brésilienne d’anthropologie (ABA), l’Associação Nacional Pós-Graduação e Pesquisa em Ciências Sociais (Association nationale de post-graduat et de recherches en sciences sociales, en abrégé ANPOCS) — et sociétaire correspondant de l’Institut historique du Rio Grande do Norte.
Il appartient par ailleurs au conseil éditorial d’un certain nombre de revues et périodiques, notamment : Revista de Ciências Sociais (dont il fut cofondateur, édité à l’UFC), depuis 1970 ; Religião e Sociedade (ISER, Rio de Janeiro), depuis 1980 ; Dados - Revista de Ciências Sociais (IUPERJ, Rio de Janeiro), depuis 1980 ; Comunicação & Política (Centro Brasileiro de Estudos Latino-Americanos, Rio de Janeiro), depuis 1983 ; Horizontes Antropológicos (UFRGS, Porto Alegre), depuis 1995 ; Outros Olhares (Centro de Memória - UNICAMP, São Paulo), depuis 1997 ; Antropolítica - Revista Contemporânea de Antropologia e Ciência Politique (Universidade Federal Fluminense, Niterói), depuis 1996 ; Revista do Instituto do Ceará ; Humanidades e Ciências Sociais (édité par l’UECE), depuis 1997 ; Trajetos (revue d’histoire de l’UFC), depuis 2002, etc.

## Publications
E. Bezerra de Menezes est l’auteur, seul ou en collaboration, d’un grand nombre de publications théoriques et critiques (une cinquantaine d’ouvrages, des essais, plus de trois centaines d’articles de revue ou de presse) dans le domaine de la sociologie, de la recherche historico-anthropologique et de la littérature. Il écrit également des poésies, parues dans quelques rares publications éparses.

### Ouvrages

#### Ouvrages individuels
- Une épistémologie des sciences de l’Homme: aspects de la contribution de Jean Piaget, thèse de doctorat (édition restreinte), université François Rabelais, Tours 1976
- Contrapontos - Ensaios de Crítica, éd. AnnaBlume, São Paulo 1998
- O Enigma do Jano Caboclo - Para uma leitura antropo-semiológica da Literatura Popular em Verso (lauréat du prix de l’Académie des lettres du Ceará), éd. Relume Dumará, Rio de Janeiro 2000
- Gustavo Barroso, coll. Outras Histórias, Museu do Ceará, Fortaleza 2006.

#### Ouvrages collectifs
- A Dialética do Rifle e do Rosário: apontamentos para uma releitura do cangaço nordestino, dans Severino Vicente da Silva (dir.), A Igreja e a Questão Agrária no Nordeste - subsídios historiques, Edições Paulinas, São Paulo 1986, p. 115-151.
- La Plage aux Requins. Épopée d'un bidonville de Fortaleza, coéditeur (avec André Brun), l’Harmattan, Paris 1991.
- Um Itinerário da Formação do Homem Brasileiro, do Descobrimento à Época Contemporânea, dans Luiz Carlos Uchoa Junqueira (dir.), Perturbador Mundo Novo -História, Psicanálise e Sociedade Contemporânea, Escuta, São Paulo 1994, p. 13-41.
- E. Bezerra de Menezes fut le directeur de : Canudos: As Falas e os Olhares (dont il rédigea le chapitre Canudos e a Littérature), Edições UFC, Fortaleza 1995.
- Einführende Bemerkingen zur Volksreligion in Canudos, dans H. Feldmann, et al., Die sozioreligiöse Bewegung von Canudos (1893-1897), partie I : Geschichte, Gesellschaft und Religion, IKO-Verlag, Francfort 1997, p. 82-92.
- A Sociologia de Jean Piaget: uma resposta a questões « irritantes »?, dans Luci Banks-Leite (dir.), Percursos Piagetianos, éd. Cortez, São Paulo 1997, p. 117-154;
- Capistrano de Abreu e a Decifração do Brasil, dans Pulsional - Revista de Psicanálise, São Paulo, année X, n° 100, août 1997, p. 44-59.
- Capistrano e o Brasil Redescoberto?! , article dans le journal O Povo de Fortaleza, édition du 27 septembre 1998.
- A Produção Literária do Ceará (co-auteur, ayant rédigé le chapitre A Contribuição de Capistrano de Abreu à Historiografia National, p. 161-205), Academia Cearense de Letras, Fortaleza 2001.
- Jürgen Habermas: Hermenêutica e epistemologia das Ciências Humanas, dans Barbara Freitag (dir.), Jürgen Habermas: 70 Anos, Tempo Brasileiro, Rio de Janeiro 1999, p. 89-108.
- O Imaginário Poético da Água e da Seca, dans Beatriz Alcântar et Lourdes Sarmento (dir.), Águas dos Trópicos, Bagaço, Recife 2000, p. 197-222.
- Os Historiadores do Ceará, dans Gilmar Chaves (dir.), Ceará de Corpo e Alma, Relume-Dumará, Rio de Janeiro 2002, p. 291-313.
- A Violência da Cidade no Discurso Radiofônico, dans César Barros Leal et Heitor Piedade Jr. (coord.), A Violência Multifacetada, éd. Del Rey, Belo Horizonte 2003, p. 131-148.

### Articles dans des revues spécialisées
E. Bezerra de Menezes collabore aux revues spécialisées suivantes (outre celles déjà citées) : Revista de Letras (édité à l’UFC) ; Revista da Academia Cearense de Letras ; Revista do Instituto (Histórico) do Ceará ; Revista USP ; Ciência e Cultura (Sociedade Brasileira para o Progresso da Ciência, SBPC) ; Ciência Hoje (SBPC, Rio de Janeiro) ; Horizontes Antropológicos (UFRGS) ; Revista da Biblioteca Mário de Andrade (São Paulo) ; Sociétés - Revue des sciences humaines et sociales (Paris) ; Cahiers du Brésil contemporain (Maison des sciences de l’homme, Paris) ; Revista de Antropologia (USP) ; Pulsional - Revista de Psicanálise (São Paulo) ; Revista de História (USP) ; Espiral - Revista de Literatura ; Humanidades (de l’université de Brasilia), etc.

## Source
- Enciclopédia Nordeste, encyclopédie nordestine en ligne.